# Louviers
Louviers je naselje in občina v severnem francoskem departmaju Eure regije Zgornje Normandije. Leta 2008 je naselje imelo 18.195 prebivalcev.

## Geografija
Kraj leži v pokrajini Normandiji ob reki Eure, 23 km severno od Évreuxa.

## Uprava
Louviers je sedež dveh kantonov:
- Kanton Louviers-jug (del občine Louviers, občine Acquigny, Amfreville-sur-Iton, Crasville, La Haye-le-Comte, La Haye-Malherbe, Hondouville, Le Mesnil-Jourdain, Pinterville, Quatremare, Surtauville, Surville, La Vacherie: 7.508 prebivalcev),
- Kanton Louviers-sever (del občine Louviers, občine Andé, Heudebouville, Incarville, Saint-Étienne-du-Vauvray, Saint-Pierre-du-Vauvray, Vironvay: 5.393 prebivalcev).

Oba kantona sta sestavna dela okrožja Les Andelys.

## Zanimivosti
- gotska cerkev Notre-Dame de Louviers iz 13. stoletja, od 1846 na seznamu francoskih zgodovinskih spomenikov.
- parlamentarna hiša iz 16. stoletja, zatočišče Normandijskega parlamenta v času verskih vojn.
- sodniška palača iz konca 19. stoletja.

## Pobratena mesta
- Holzwickede (Severno Porenje - Vestfalija, Nemčija),
- San Vito dei Normanni (Apulija, Italija),
- Weymouth-Portland (Anglija, Združeno kraljestvo).